# Nihilismus
Nihilismus (z lat. nihil, nic) je postoj nebo filosofické stanovisko, které pouze popírá a odmítá – například možnost pravdivého poznání (radikální skepse), ale zejména platnost všech hodnot, autorit a podobně. Obvykle se užívá jako hanlivé označení postojů druhých, například ruských „nihilistů“, kteří se ovšem sami pokládali za anarchisty.

## Ve filosofii
Slovo se poprvé vyskytuje jako teologický pojem u sv. Augustina jako označení pro ty, kdo odmítají křesťanství a popírají Boží zjevení. U Abélarda a některých dalších scholastiků označuje ty, kdo dovozovali nesamostatnost Kristovy osoby a odtud i to, že Kristus není individuum a je tedy nic.
Ve filosofii slovo zavedl Friedrich Heinrich Jacobi (Poselství Fichtovi, 1799). Často se rozlišuje
- teoretický nihilismus, který odmítá možnost pravdivého poznání a pravdy, a důležitější
- praktický nihilismus, který popírá mravní hodnoty, odmítá oprávněnost autority a nevěří, že by kdy mohla vzniknout slušná a spořádaná společenská organizace
- politický nihilismus, ruské anarchistické hnutí, jak je popsal například Turgeněv v románu „Otcové a děti“.'
- existenciální nihilismus, podle něhož lidský život nemá žádný smysl ani hodnotu. Toto stanovisko se objevovalo například ve filozofii existencialismu.

### Nihilismus u F. Nietzscheho
Rozhodující význam má však pojem nihilismu až u Friedricha Nietzscheho. Podle něho je nihilismus přímým důsledkem „smrti Boha“, kterou však dávno připravila a nepřímo způsobila celá západní tradice, počínaje Platónem, a zejména pak křesťanství. Platónem podle něho začíná tradice, která proti viditelnému světu, v němž člověk žije a umírá, staví jiný, „onen svět“, který měl být věčný a dokonalý. Vyzvedáním „onoho světa“ platonici i křesťané záměrně znehodnocovali tento svět a když se představa „onoho světa“ a věčných idejí zhroutila, jeví se jim skutečný svět jako bezcenný a lhostejný.
To ovšem většině lidí nebrání, aby si ve světě bez Boha zařídili „své malé pohodlí“, založené na lži a přetvářce. Tu vidí zejména v křesťanství, v jeho „otrocké morálce“, která vyzvedá slabošské postoje soucitu, a naopak podrývá lidskou sílu, odvahu a velikost. Nietzsche sám sice na několika místech vyjadřuje zděšení nad tím, že „Bůh je mrtev“ a „my jsme ho zabili“, a ptá se, jak budeme bez něho žít. Své vlastní poslání ale chápe jako překonání tohoto nihilismu vlastní vůlí a tvořivostí. Pokud se člověk k tomuto překonání vzchopí, pokud pochopí, že „člověk je něco, co musí být překonáno“ a že je „mostem k nadčlověku“, může se mu „nihilismus“ ukázat jako osvobození od falešných představ a nadějí.